# پل آزینگر
پل آزینگر (انگلیسی: Paul Azinger؛ زادهٔ ۶ ژانویهٔ ۱۹۶۰) یک گلف‌باز اهل ایالات متحده آمریکا است.